# وحدة الأنا

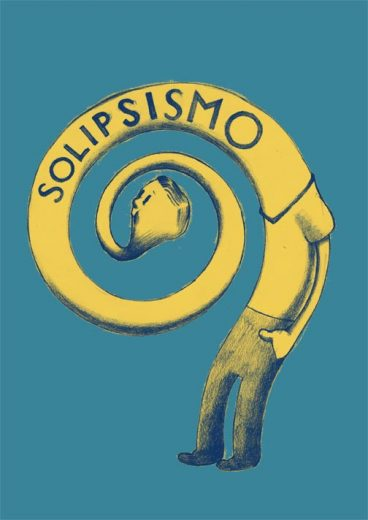

وحدة الأنا  كما تُعرف باسم الذاتوية (أو السولبسية وفق الترجمة الحرفية، إذ أن الاسم مشتق من الكلمة اللاتينية solus بمعنى «منفرد» وipse بمعنى «ذات») هي فكرة فلسفية تقول بأنه لا وجود لشيء غير الذات أو غير الأنا أو لا وجود حقيقي إلا لعقل الفرد وهي موقف معرفي يقول بأن المعرفة المتعلقة بأي شيء خارج عقل الإنسان غير مؤكدة، وأنه وفق هذه الرؤية المعرفية لا يمكن معرفة العالم الخارجي والعقول الأخرى، بل إنها قد لا توجد البتة خارج عقل الإنسان، وكنظرة ميتافيزيقية تجنح الذاتوية إلى القول بأن العالم الخارجي والعقول الأخرى غير موجودة، وبهذا يكون هذا الموقف المعرفي بادعائه نفسه غير قابلاً للنقض كما أنه غير قابل للاثبات في نفس الوقت.

## الأصناف
يوجد درجات مختلفة من الذاتوية توازي درجات مختلفة من الشكوكية.

### الذاتوية الميتافيزيقية
تعتبر الذاتوية الميتافيزيقية نوع من الذاتوية. يزعم الذاتويون الميتافيزيقيون بناءً على الفلسفة المثالية الذاتية أن الذات هي الحقيقة الواقعية الوحيدة الموجودة وأن كافة الحقائق الأخرى بما فيها العالم الخارجي والأشخاص الآخرين ليسوا إلا تمثلات لتلك الذات. هنالك عدة نماذج من الذاتوية الميتافيزيقية، مثل مركزية الأنا الحاضرية (أو الواقعية المنظورية) الخاصة بالفيلسوف كاسبر هاري، التي تزعم أن الأشخاص الآخرين واعون لكن تجاربهم ليست حاضرة ببساطة.

### الذاتوية المعرفية
تعتبر الذاتوية المعرفية نوع من المثالية بسبب إمكانية معرفة مضامين الفيلسوف الذاتوي العقلية المتاحة بشكل مباشر فقط. يصنف وجود عالم خارجي على أنه مسألة غير قابلة للحل عوضًا عن كونها خاطئة بالفعل. بالإضافة لعدم إمكانية الفرد أيضًا من التأكد من مدى وجود العالم الخارجي بشكل مستقل عن عقل الفرد، قد يكون هنالك كيان على هيئة إله يتحكم بالإحساسات التي يدركها عقل الفرد، ويجعلها تظهر وكأنها عالم خارجي بينما تكون معظمها (بما في الكيان على هيئة الإله وذات الفرد) خاطئة. ومع ذلك، تبقى وجهة النظر حول اعتبار الذاتويين المعرفيين أنها مسألة «غير قابلة للحل».

### الذاتوية المنهجية
تعتبر الذاتوية المنهجية النوع اللاأدري من الذاتوية. إذ توجد بشكل يعارض الشروط المعرفية الصارمة «للمعرفة» (على سبيل المثال شرط أن المعرفة يجب أن تكون مؤكدة). ما زالت تحتفي بوجهات النظر التي تعتبر أي استقراء معرض للخطأ. تذهب الذاتوية المنهجية أحيانًا إلى ما هو أبعد من ذلك لتقول أن ما ندركه على أنه العقل حتى هو فعليًا جزء من العالم الخارجي، لأننا نستطيع أن نرى ونشعر بالعقل فقط من خلال إحساساتنا. يُعرف وجود الأفكار وحده بشكل يقيني.
لا يقصد الذاتويون المنهجيون استنتاج أن الصيغ الأشد من الذاتوية هي صحيحة بالفعل. يؤكدون ببساطة أن مبررات وجود عالم خارجي يجب أن تعتمد على حقائق لا تقبل الجدل فيما يخص وعيهم. تعتقد الذاتوية المنهجية أن الانطباعات الذاتية (التجريبية) أو المعرفة الفطرية (العقلانية) هي نقطة الانطلاق الوحيدة الممكنة أو المناسبة للبناء الفلسفي. تُستخدم الذاتوية المنهجية غالبًا كتجربة فكرية تدعم الشكوكية عوضًا عن تبنيها كنظام اعتقادي.

## وجهات النظر الرئيسية
لا يدعم إنكار الوجود المادي بحد ذاته الذاتوية.
يعتبر إنكار وجود العقول الأخرى ميزة خاصة بوجهة نظر الذاتوية الميتافيزيقية العالمية. قد تعرف تجربة شخص آخر فقط من خلال التمثيل، طالما أن التجارب الشخصية ذات خصوصية وغير قابلة للوصف.
حاول الفلاسفة بناء المعرفة على أكثر من تمثيل أو استدلال. ساهم فشل مشروع ديكارت المعرفي بنشر فكرة أن المعرفة اليقينية بأكملها قد لا تتجاوز «أنا أفكر، إذًا أنا موجود» دون تقديم أي تفاصيل حقيقية حول طبيعة «الأنا» التي أُثبت وجودها.
تستحق نظرية الذاتوية أن تحظى بفحص دقيق لأنها تتعلق بثلاث افتراضات فلسفية متبناة بشكل واسع، يعتبر كل منها بحد ذاته أساسي وواسع النطاق في أهميته:
- نقطة رقم واحد  غالبية معرفتي اليقينية هي مضمون عقلي الذاتي-أفكاري، وتجاربي، ووجداني، وإلخ.
- نقطة رقم اثنان  لا يوجد رابط مفاهيمي أو منطقي ضروري بين العقلي والجسدي-بين، لنقل، حدوث تجربة واعية معينة أو حالات عقلية و«الاستحواذ» والاستعدادات السلوكية الخاصة «بجسد ما» من نوع محدد.
- نقطة رقم ثلاثة  تعتبر تجربة شخص ما بالضرورة خصوصية بالنسبة لذلك الشخص.

للتوسع بالنقطة رقم اثنان قليلًا، المشكلة المفاهيمية هنا هي أنه قد تتواجد الافتراضات المسبقة للعقل أو الوعي (التي تعتبر سمات) بشكل مستقل عن الكيان الذي يمتلك هذه المقدرة، على سبيل المثال، قد تتواجد سمة الوجود بشكل منفصل عن الوجود بحد ذاته. إذا اعترف الفرد بوجود كيان مستقل (مثلًا، عقلك) يمتلك تلك السمة، فالباب مفتوح. (انظر دماغ في وعاء).
يعتقد بعض الأشخاص أنه على الرغم من عدم إمكانية إثبات وجود أي شيء مستقل عن عقل الفرد فإن وجهة النظر التي تحاول الذاتوية إثباتها تعتبر عديمة الصلة. ذلك بسبب عدم إمكانية الهروب من هذا التصور (ما عدا من خلال الموت)، سواءً كان العالم الذي ندركه موجود بشكل مستقل أو لا، لذا من الأفضل اعتبار أن العالم مستقل عن عقولنا. على سبيل المثال، إذا ارتكب أحد ما جريمة، فغالبًا سوف يُعاقب، ما يسبب لذاته محنة محتملة حتى إن لم يكن العالم مستقلًا عن عقله؛ وبالتالي، من مصلحة الفرد الأكثر ملائمة افتراض أن العالم موجود بشكل مستقل عن عقل الفرد.
هنالك أيضًا قضية المعقولية التي يجب أخذها بعين الاعتبار. إذا كان عقل الفرد هو الوحيد في الوجود، فعندئذٍ يحافظ الفرد على وحدانية عقله التي خلقت كل ما يدركه الفرد ظاهريًا. يتضمن ذلك سمفونية بيتهوفن، وأعمال شكسبير، وكافة الرياضيات والعلوم (التي يمكن للفرد الوصول إليها من خلال مكتبات الفرد الوهمية)، إلخ. تجد انتقادات الذاتوية ذلك نوعًا ما غير معقول. ومع ذلك، على سبيل المثال، طالما أن الأشخاص قادرين على بناء عوالم بأكملها داخل عقولهم بينما يحلمون عندما ينامون، وتضمنت أحلامهم أشياء مثل موسيقى بيتهوفن أو أعمال شكسبير أو الرياضيات أو العلوم، فيجب على الذاتويين مواجهة الحجج لتبرير معقولية وجهات نظرهم.

## التاريخ

### غورغياس
ظهرت الذاتوية أول مرة من قبل الإغريق ما قبل ذاتوية سقراط، قال غورغياس الذي اقتبس منه الروماني الشكاك سيكستوس إمبيريكوس:
1. نقطة رقم واحد  لا شيء موجود
2. نقطة رقم اثنان  حتى إن وُجد شيءٌ ما، لا شيء يمكن معرفته عنه.
3. نقطة رقم ثلاثة  حتى إن كان بالإمكان معرفة شيء عنه، لا يمكن توصيل تلك المعرفة حوله للآخرين.

كان معظم هدف الذاتويين هو الإشارة إلى أن المعرفة «الموضوعية» هي استحالة حرفية (انظر أيضًا إلى تعليقات بروتاغوراس أبديرة).

### ديكارت
تعتبر تأسيسات الذاتوية بدورها تأسيسات لوجهة نظر أن فهم الفرد لأي وكافة المفاهيم النفسية (التفكير، والرغبة، والإدراك، إلخ) يُحقق من خلال إجراء تماثل مع حالته أو حالتها العقلية؛ مثلًا، من خلال التجرد من التجربة الداخلية. كانت وجهة النظر هذه، أو أجزاءً متغيرة منها، مصدر إلهام في الفلسفة منذ أن أعلى ديكارت البحث عن اليقين الذي لا لبس فيه إلى مستوى الهدف الأساسي لنظرية المعرفة، في حين أعلى من نظرية المعرفة أيضًا لتكون «الفلسفة الأولى».

### بيركلي
قدمت حجج جورج بيركلي ضد المادية على حساب المثالية للذاتوي عددًا من الحجج التي لم تُوجد عند ديكارت. بينما دافع ديكارت عن ثنائيته الأنطولوجية، وبذلك قبل وجود عالم مادي (جوهر جسدي) بالإضافة للعقول غير المادية (جوهر عقلي) وإله، أنكر بيركلي وجود المادة دون أن ينكر العقول، وأن الإله واحد.